# Xestia hilliana
Xestia hilliana är en fjärilsart som beskrevs av Harvey 1878. Xestia hilliana ingår i släktet Xestia och familjen nattflyn. Inga underarter finns listade i Catalogue of Life.